# Calumma malthe
Calumma malthe este o specie de cameleoni din genul Calumma, familia Chamaeleonidae, descrisă de Günther 1879. A fost clasificată de IUCN ca specie cu risc scăzut. Conform Catalogue of Life specia Calumma malthe nu are subspecii cunoscute.